# بابانينو
بابانينو (بالإنجليزية: Papanino)‏ هي مستوطنة تقع في أرمينيا في محافظة تاووش.